# Vertebrados introducidos en Chile

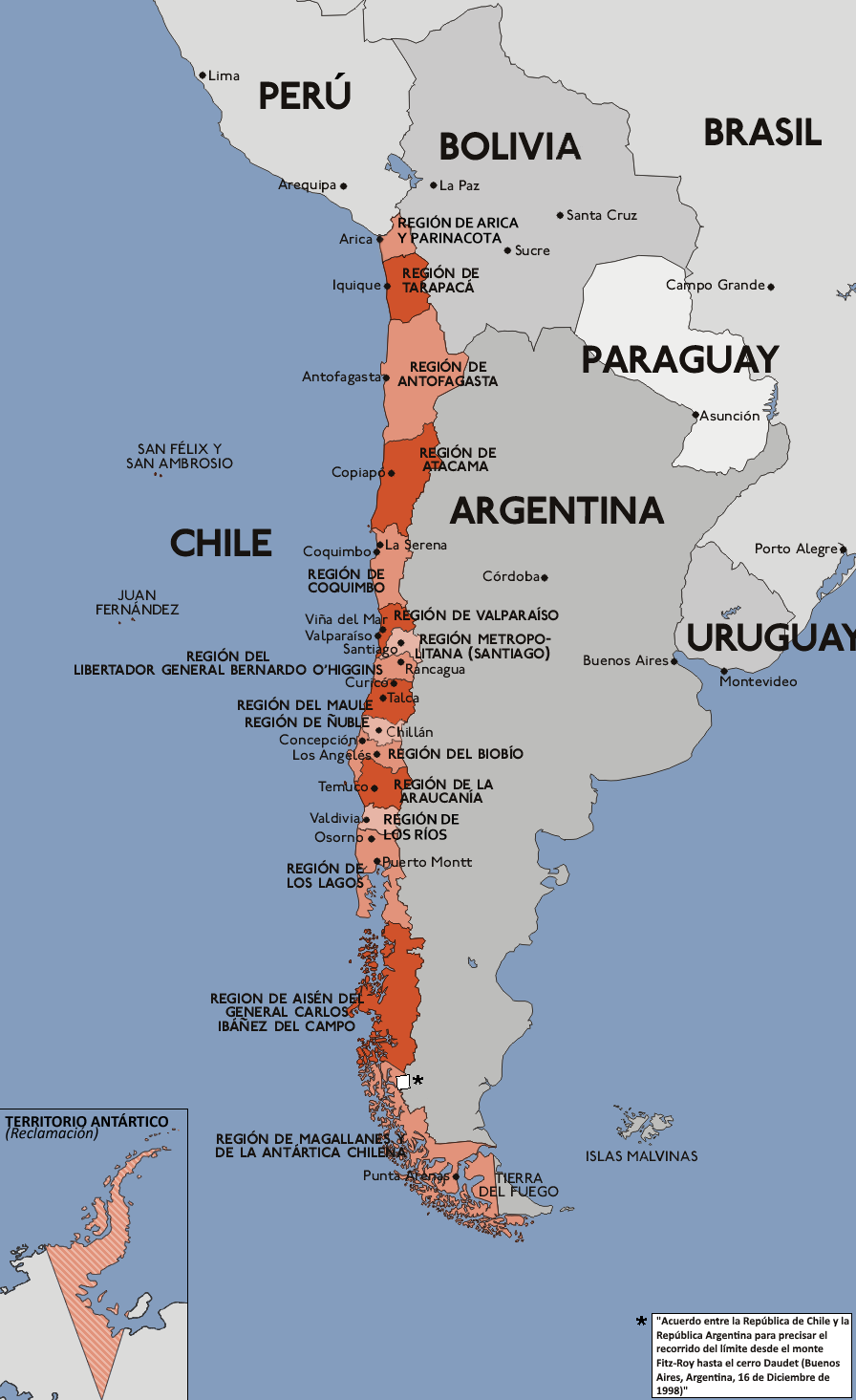
Mapa de Chile

Se denominan como vertebrados introducidos en Chile a aquellas especies de animales vertebrados (mamíferos, aves, reptiles, anfibios y peces) que no son nativas del país o la fauna chilena y que han sido introducidas en su territorio por actividades humanas, ya sea de manera intencional o accidental. Estas especies pueden tener impactos significativos en los ecosistemas locales, la biodiversidad y las actividades económicas. En su gran mayoría son responsables de una intensa erosión de la biodiversidad originaria del país, ya sea por depredación o competencia directa, parasitismo, alteración del hábitat, contagio y diseminación de patógenos, hibridación, etc.

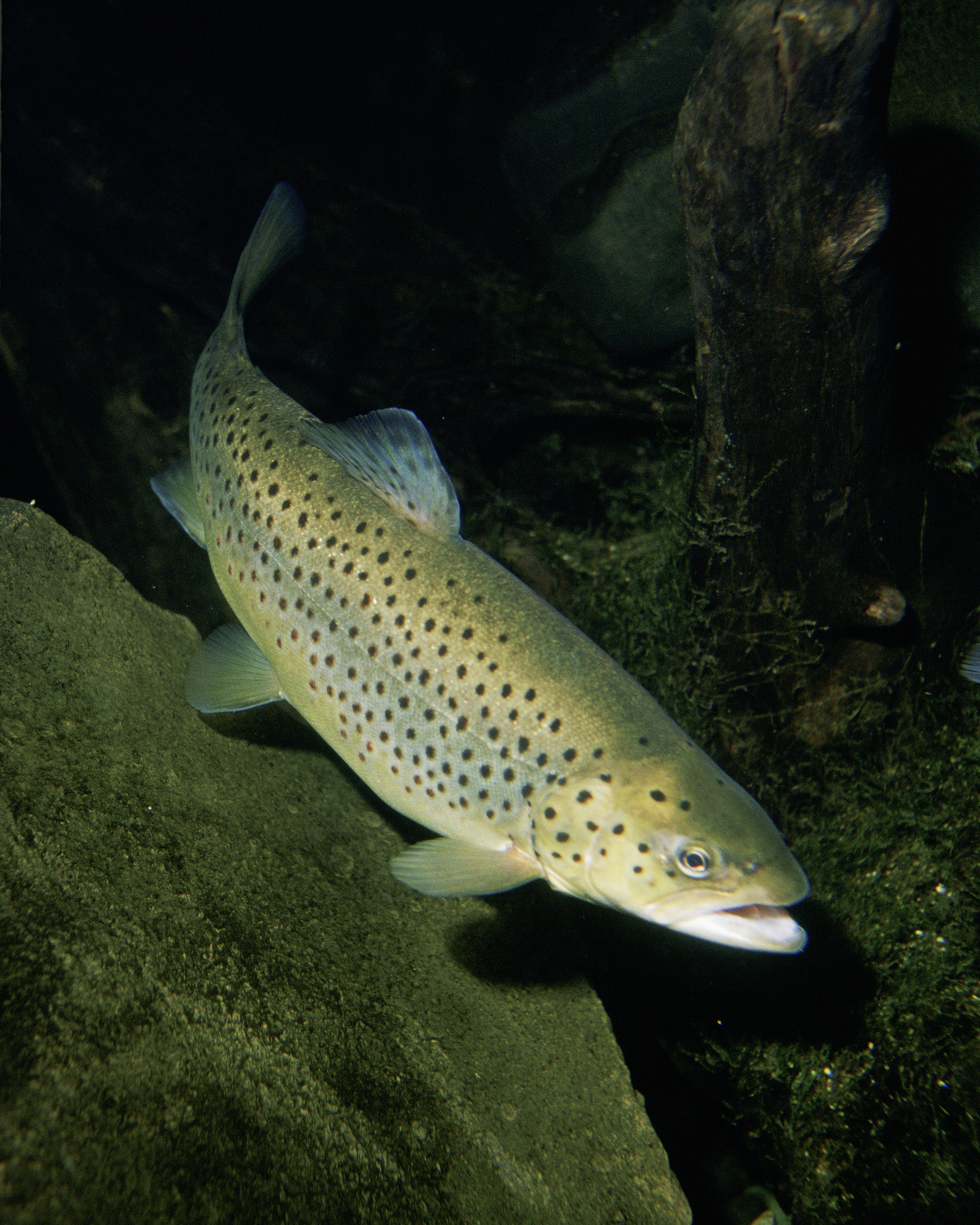
La trucha café (Salmo trutta) es una de las especies de peces introducidas en Chile

## La introducción de especies de vertebrados en Chile

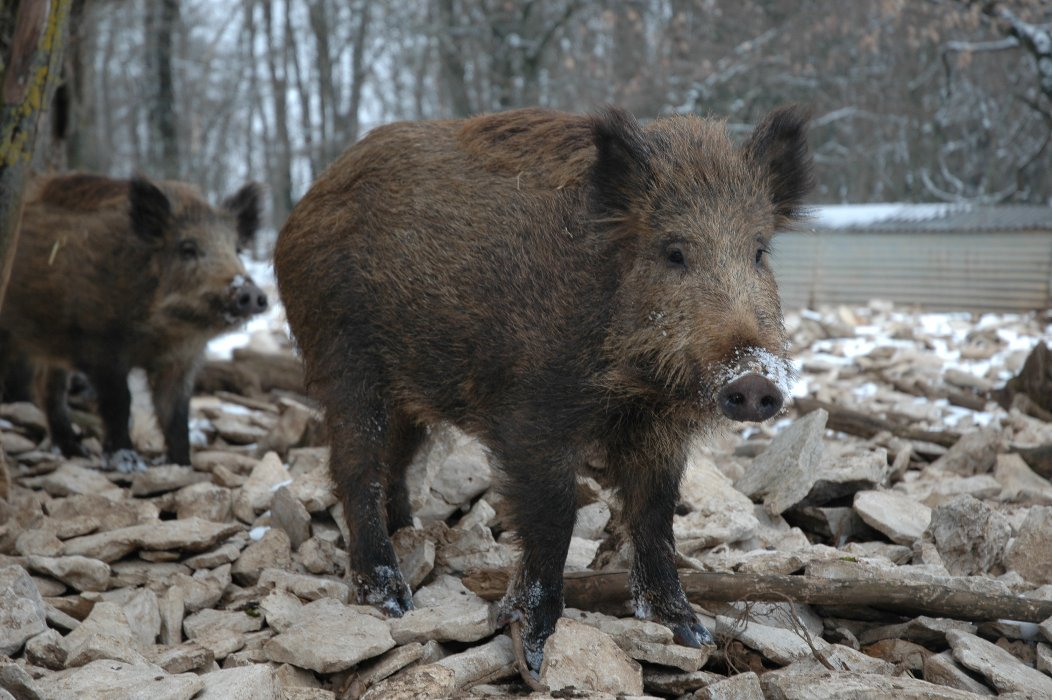
El jabalí es una de las especies de artiodáctilos introducidos en Chile que más daño causa a la biota nativa, así como a la producción agropecuaria.

Son numerosas las especies de vertebrados que, partiendo de un origen situado más allá de las fronteras de la nación, fueron introducidas al país. Podrían haber ingresado de manera accidental o cumpliendo un plan de inserción definido, ya sea por entidades gubernamentales, no gubernamentales o por voluntad individual. 
No son considerados los casos de introducciones fallidas ni los escapes de individuos solitarios o en grupos si no fueron capaces de generar poblaciones locales. Si la especie logra reproducirse y sobrevivir un tiempo prolongado, entonces sí es incluida bajo esta denominación, aunque, después de su condición asilvestrada, se haya extinguido de manera natural o como resultado de un programa de exterminio. No se contabilizan las introducciones de especies que, si bien no vivían naturalmente en el área del país donde fueron integradas, sí lo hacían en otros sectores de la república.
Sin contar los peces, a comienzos de 2014 en Chile existían alrededor de 24 especies de vertebrados introducidos. La mayoría ha pasado rápidamente de la categoría de naturalizados (que se reproducen sin intervención humana en su nuevo hábitat y en una zona localizada) a invasores. Es decir, al no ser limitados por controladores naturales eficaces, producen descendencia en tal abundancia que la especie se muestra capacitada para dispersar su población sobre una superficie considerable, y de esa manera afecta los procesos biológicos originarios. Del total de invasoras, 20 especies fueron incorporadas de manera intencional, iniciándose la mayor parte de las invasiones en la Zona central de Chile. Muchas de las especies que fueron ingresadas al actual territorio chileno, llegaron junto con los conquistadores españoles en el siglo XVI.

### El proceso de una invasión

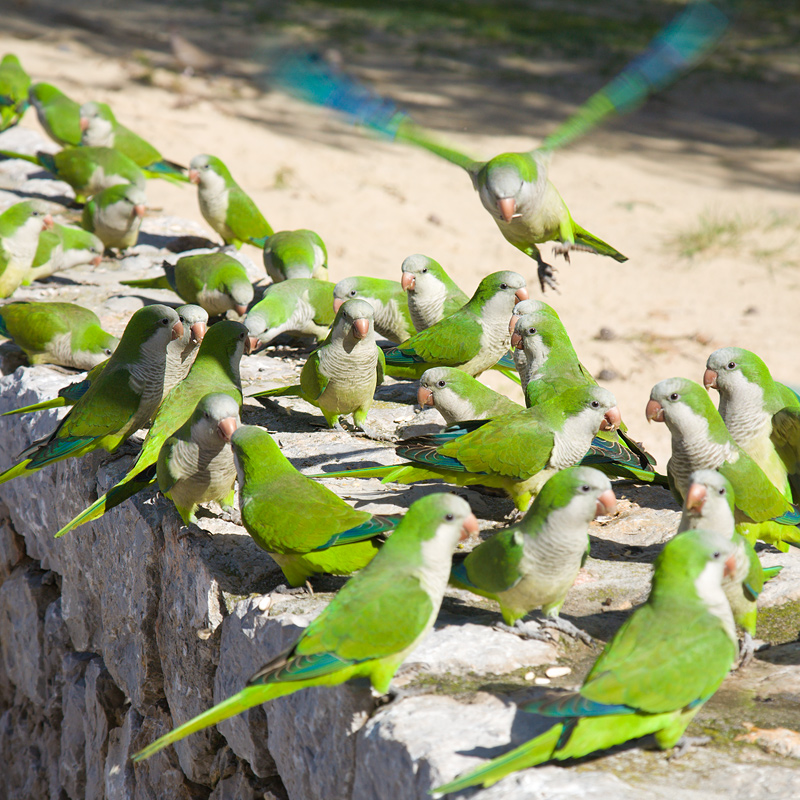
Con las especies introducidas se debe actuar rápidamente apenas se detecta el primer foco, especialmente si se trata de especies de plagas. Cuando se detectaron en Santiago los nidos de las primeras cotorras argentinas que habían escapado, no se actuó con la prontitud necesaria. Como resultado, la especie se multiplicó y se continuaron importando ejemplares en grandes cantidades. Varios años después, cuando se tomaron las primeras medidas, el ave se había expandido por gran parte del centro y norte del país.

La incorporación de especies a zonas donde naturalmente no vivían, es un problema grave para la conservación ambiental en escala global. 
Generalmente, cuando una especie exótica apenas es detectada, su ámbito geográfico aún es reducido, acotado a un área determinada que se denomina “foco”. En ese momento aún se está a tiempo de extinguir a la especie invasora, pero no es frecuente que se actúe prontamente, pues se suman inconvenientes como la burocracia estatal, la exigencia del uso intensivo de recursos públicos para la erradicación de la especie problema, y la falta de conocimiento o toma de conciencia sobre el costo financiero de la inminente expansión de la especie invasora, el cual superará la inversión que demanda el exterminio de la especie en la primera fase de instalación. En muchos casos las especies invasoras no dañan los bienes o producciones humanas de manera directa, sino que afectan primero a las especies nativas, es decir, contribuyen para mermar la herencia patrimonial biológica del país. Así, la especie problema aumenta rápidamente su distribución y densidad poblacional, tornándose inmanejable al establecerse irreversiblemente en el nuevo territorio.
La mayor parte de los impactos ambientales producidos por la actividad humana son, hasta cierto punto, reversibles; sin embargo, cuando una especie exótica se ha establecido en un lugar, su erradicación suele ser prácticamente imposible. Por lo general, y sólo con esfuerzo y constancia, se logra apenas reducir la población invasora a niveles aceptables para el funcionamiento ecosistémico, pero no su extirpación absoluta.[cita requerida]
Un hecho que conspira contra el combate de la fauna exótica es que la mayor parte de los métodos de control son cruentos, lo que despierta el rechazo de los grupos de defensa del derecho animal y la antipatía del público en general, quienes con el tiempo asumen que esas especies forman parte del ecosistema local y ven su erradicación una pérdida patrimonial y cultural.

### Organismos chilenos relacionados con la introducción de especies
Todo país crea entidades específicas relacionadas con el problema, destinándoles los recursos adecuados para que las mismas puedan cumplir eficazmente su misión, en coordinación con los investigadores de las instituciones y universidades relacionadas. 
Los objetivos buscados serán la preparación de planes de contingencia y la generación de estrategias que permitan, además de procurar la prevención para evitar la creación de nuevos focos, la detección temprana de escapes de especies potencialmente invasoras, produciendo la extinción rápida y drástica de los focos invasivos iniciáticos. El mejor método preventivo es la confección de un listado de especies con potencial de invadir ecosistemas chilenos, con la posterior prohibición legal de la importación o tenencia de las especies que en él figuren.
Cuando la erradicación del taxón alcanza la categoría de inviable, se debería intentar conseguir la lentificación de los procesos de invasión y el manejo o mitigación de los daños causados por especies ya instaladas, evitando en lo posible nuevas introducciones en zonas del país aún libres.
Los estudios que realizan los investigadores se relacionan generalmente a la detección de nuevas especies invasivas, la determinación de su posible origen geográfico y modo en que logró la naturalización, sus vías de penetración, en el caso de las que llegan por sus propios medios desde focos allende las fronteras del país, o posibles rutas que tomaría la invasión dentro del mismo, sus interacciones con los taxones nativos, la prueba de métodos para su erradicación, o por lo menos su atenuación. 
Las principales entidades
- El Servicio Agrícola y Ganadero (SAG), dependiente del Ministerio de Agricultura, es la principal agencia chilena relacionada con las especies exóticas, excepto de peces. Es la encargada de fiscalizar la introducción de taxones por los puertos, aeropuertos y pasos fronterizos de Chile, debiendo aplicar las regulaciones y leyes vigentes sobre la importación a suelo chileno de estos animales, sustentadas por la ley N.º 19473 del año 1996. Además, esta entidad financia los estudios tendientes al monitoreo y control de los taxones invasores no ícticos ya establecidos en esa república. La mayoría de las acciones del SAG se apoyan en la Dirección de Protección de Recursos Naturales (DEPROREN).

- El Servicio Nacional de Pesca y Acuicultura (SERNAPESCA), dependiente del Ministerio de Economía, Fomento y Turismo, es la entidad gubernamental específica relacionada con las especies introducidas de peces. Esta agencia se encarga de desarrollar y hacer aplicar las regulaciones y leyes existentes relacionadas con la importación a Chile de especies exóticas de peces, descrito en los artículos 11, 12 y 13 de la ley N.º 18862 del año 1989. El artículo 136 de dicha norma jurídica prevé sanciones entre las que se cuenta multas y prisión.

- La Corporación Nacional Forestal (CONAF), institución autónoma dependiente Ministerio de Agricultura, también se relaciona a numerosos taxones exóticos, siempre que los mismos hayan logrado ocupar sectores dentro de las áreas protegidas bajo su administración, englobadas en el Sistema Nacional de Áreas Silvestres Protegidas del Estado (SNASPE).

### Tipos de introducciones
Son numerosas las causas que originan que el país cuente con un importante número de especies introducidas. En buena parte de los casos el plantel original fue liberado ex profeso; incluso los que abrieron las puertas fueron las propias entidades gubernamentales o con la anuencia de estas, en el caso de entidades no gubernamentales. Los fines que tenían los liberadores, en la mayoría de las introducciones es aumentar las posibilidades para la práctica de la caza deportiva, bajo el argumento de que el país originalmente “no contenía las especies adecuadas para ello”. Por esta razón se ha liberado fauna mayor apta para la práctica de la caza deportiva y numerosas especies de peces para la pesca deportiva. Las acciones de liberación de estos últimos han causado colateralmente las introducciones de otras especies que cohabitaban con ellas.[cita requerida]
Un importante número de especies se han establecido en el país a causa de los escapes de cautiverio, el cual podía deberse a su reproducción en granjas con fines peleteros, en granjas de acuicultura, o siendo mantenidas en hogares como mascotas. En algunos casos fueron voluntariamente liberadas en el medio silvestre por lo que no siempre es posible tener certeza del origen de una población. 
Dentro de las especies peleteras, se han liberado dos con la idea de que la captura de las mismas permita la radicación de población humana en zonas deshabitadas.
En numerosos casos las liberaciones primitivas no ocurrieron dentro de las fronteras del país, sino en un país vecino (Argentina) y las especies, en franca expansión, migraron rebasando las divisorias internacionales y continuaron su avance sostenido dispersándose por el país. También se dan casos inversos, introducciones dentro del país que producen poblaciones que terminan desbordando los límites nacionales prosiguiendo el avance más allá, deteniéndose sólo donde profundas barreras geográficas o ecológicas les impiden continuar.
En algunas especies, su presencia en el país se debe al transporte accidental desde sus lugares de origen o de países donde ya se habían establecido. 
Por último, algunas especies también fueron introducidas como control biológico para limitar la cantidad de zancudos o mosquitos, al especializarse en la predicción de sus larvas.

### Algunos efectos de estas introducciones
Si bien se ha acumulado escasa información sobre los posibles efectos de estas introducciones sobre la biota nativa, se estima que en algunos casos el daño puede ser de grave a muy grave, en especial entre las especies endémicas.
Efectos por competencia directa
Generalmente, la especie introducida pasa a ocupar un nicho ecológico que estaba siendo ocupado por una o varias especies nativas que son desplazadas por efecto de la competencia directa con la exótica, que suele ser más eficaz.  Por ejemplo, se especula que efectos competitivos de herbívoros mayores introducidos, como el ciervo rojo, podrían ser una de las causas de la retracción numérica y espacial de su contraparte nativa, el cérvido huemul.
Efectos por aumento de la biomasa de predadores nativos
En ocasiones, el aumento de biomasa que representan las nuevas especies, además del daño directo por competencia con los representantes nativos de ese nicho ecológico, genera colateralmente un aumento de los predadores de dichas especies nativas, por lo tanto, mayores posibilidades de ser detectadas. Tal es el caso de lo ocurrido con las introducciones de la liebre y el conejo, óptimos recursos para predadores locales como el puma y el zorro culpeo.
Efectos indirectos
No todos los efectos se producen de manera directa. Por ejemplo, la vegetación arbustiva es el hábitat específico de numerosos y pequeños mamíferos nativos. 
El ramoneo que produce la cabra sobre ese estrato afecta negativamente a esos mamíferos modificando el uso de su micro hábitat, la disponibilidad de alimento y el número de sitios seguros, por lo que la diversidad y abundancia de estos animales se verá disminuida, agravado por el hecho que al quedar el arbustal reducido a parches, se incrementa la densidad poblacional de este conejo introducido, pues es ese el hábitat donde el lagomorfo encuentra las mejores condiciones de vida.

## Las especies de vertebrados introducidos en Chile

### Mamíferos introducidos

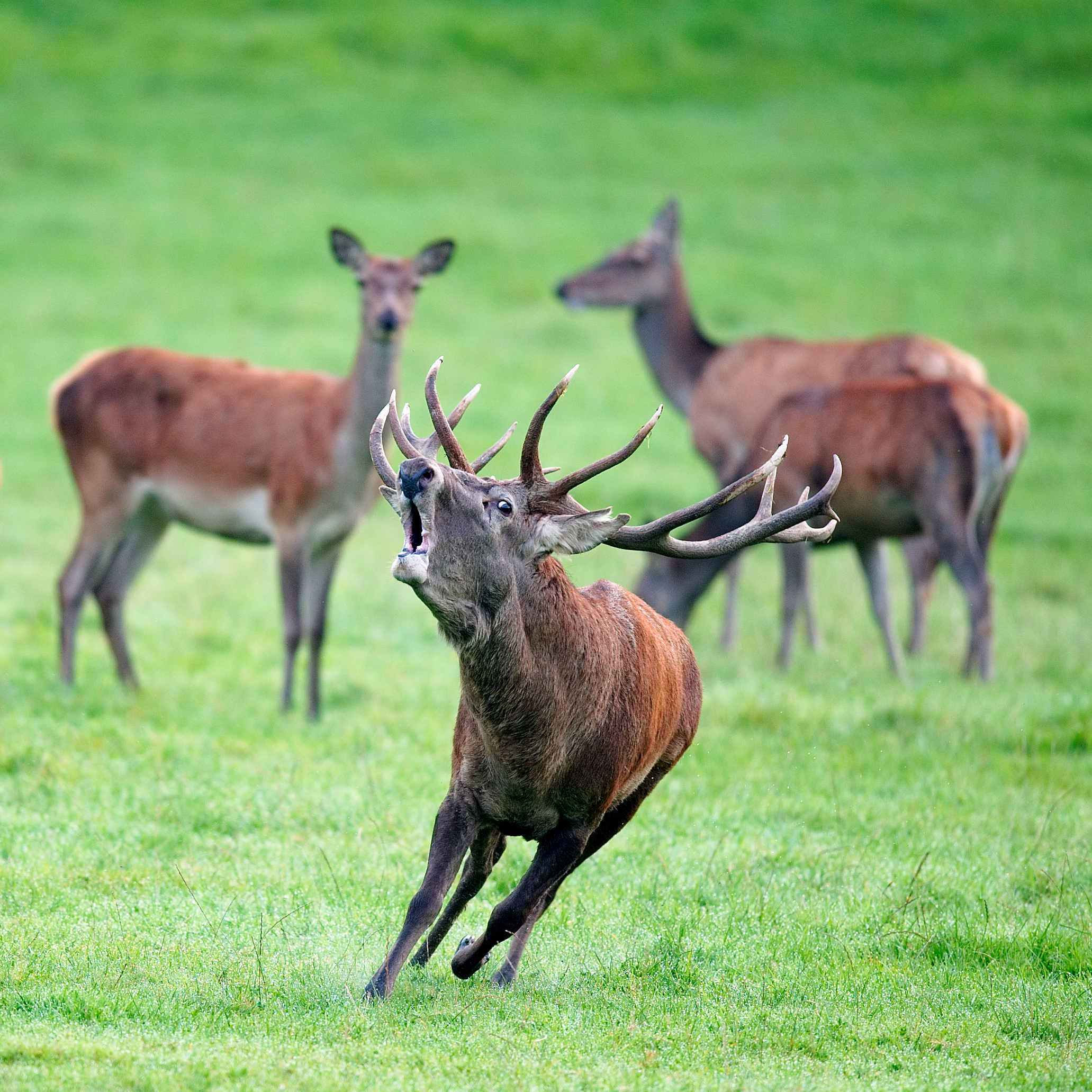
El ciervo rojo presenta un ritmo de invasión constante en Chile. Se estima que un gran territorio chileno, apto para esta especie, podrá ser conquistado, especialmente en su avance hacia el sur.

Son numerosas las especies de mamíferos introducidas en Chile, especialmente en el centro-sur de la república.
Ciervo rojo
El ciervo rojo (Cervus elaphus) se ha establecido en Chile de dos maneras: por liberaciones en cotos de caza, y por la natural expansión de las poblaciones también introducidas desde los montes Cárpatos y establecidas en el norte de la Patagonia argentina, los que desde la década de 1940 cruzan a Chile por los pasos de menor altura, y luego se dispersan avanzando por los valles, utilizando los hábitats abiertos para pastar, y el bosque para ocultarse.
La primera introducción propia ocurrió en el año 1928, al liberarse ejemplares importados desde Alemania. Posteriormente, desde la Argentina se importaron ejemplares en 1948 y 1950, los que sirvieron para poblar cotos. A partir del año 1964, y en virtud de la puesta en práctica de la reforma agrariase ordenó la expropiación de la casi totalidad de los grandes cotos donde se mantenían en semilibertad a los ciervos, declarándose que los mismos serían ultimados al momento de concretarse las expropiaciones. Esto motivó a los propietarios de los cotos a dar total libertad a los ciervos, los que se dispersaron y huyeron hacia los bosques. 
En el año 1990 se estimó que ocupaba una superficie de 340.000 ha; para 2003 pasó a 770.000 ha. Se proyectó que hacia el norte podrá avanzar otros 750 km, a razón de 1km por año, o tal vez aún más rápido, ya que las modificaciones del hábitat parecen favorecerlo. Hacia el sur puede cubrir todo el espacio hasta el Estrecho de Magallanes, a excepción de los campos de hielo y las cumbres andinas.  
Para el año 2010 la especie habitaba en los bosques y praderas altoandinas y del valle central del sur de Chile, y poseía poblaciones en las regiones de: Biobío, Araucanía, Los Ríos, Los Lagos, Aysén y Magallanes y de la Antártica Chilena.
Ciervo dama
El ciervo dama (Dama dama) fue liberado en la década de 1950 en la zona de Osorno, con el objetivo de servir como un trofeo de caza mayor. También fue introducido en numerosos cotos de caza del centro-sur del país, escapando de algunos de ellos, siendo de especial preocupación el que se diseminó en la isla Grande de Chiloé, dada la presencia de numerosos taxones insulares endémicos.
Ciervo corzo
El ciervo corzo (Capreolus capreolus) es un pequeño cérvido originario de Eurasia, del cual en el año 1990 fueron introducidos 54 ejemplares provenientes de Austria en un coto de caza de la zona de La Unión en la Región de Los Ríos, centro-sur del país.
Ciervo axis
El asiático ciervo axis (Axis axis) fue introducido en la Argentina, con el objeto de que sea una pieza cinegética, lo cual ha generado abundantes poblaciones silvestres. En Chile su presencia es mucho más acotada, limitándose a focos en semilibertad en cotos de caza de las regiones del Maule y Aysén, con potencialidad de escapes hacia las áreas silvestres circundantes.
Muflón
El muflón (Ovis orientalis musimon) fue liberado en la década de 1980 en la zona de Osorno, con el objetivo de servir como un trofeo de caza mayor.
Antílope negro
El asiático antílope negro de la India (Antilope cervicapra) fue liberado al medio silvestre en 1920 con el objetivo de la conformación de cotos de caza. Al parecer continúa acotado y no se ha propagado de la manera que sí ha ocurrido en la Argentina.
Jabalí
El jabalí europeo (Sus scrofa scrofa) es el animal silvestre del cual deriva el cerdo doméstico (Sus scrofa domestica). Mientras este último fue introducido en Chile en la época de la colonia y desde entonces genera poblaciones ferales denominadas “cerdos asilvestrados”, los primeros jabalíes se liberaron recién en el año 1952 en el parque nacional Villarrica, con ejemplares provenientes de Alemania. Otras poblaciones desde 1958 alcanzaron tierras chilenas mediante los pasos de baja altura y como una expansión de los núcleos implantados en el norte de la Patagonia argentina, en donde había sido liberado para servir como pieza cinegética, en la modalidad de caza mayor. El jabalí se distribuye en Chile sobre 1 350 000 ha de áreas boscosas andinas, desde el volcán Tolhuaca (38°13′S, 71°43′O) en la Región de la Araucanía hasta Lago Verde en el extremo noreste de la Región Aysén del General Carlos Ibáñez del Campo (44°23′S, 72°03′O). En Chile se alimenta de una amplia gama de recursos tróficos vegetales y animales, como corresponde a una especie de rasgos alimenticios de un carácter generalista y oportunista. Entre los vegetales destacan las gramíneas, los hongos, la nalca (Gunnera tinctoria), el helecho costilla de vaca (Blechnum cordatum), brácteas de Chusquea, hojas de Nothofagus dombeyi, etc. En cuanto a los de origen animal, se demostró que preda sobre lagartijas, anfibios en peligro de extinción (Rhinoderma darwinii), pájaros terrícolas del sotobosque (Scelorchilus rubecula y Pteroptochos tarnii), y varias especies de ratones, arácnidos e insectos.
Un problema paralelo es que constituye un portador y diseminador de la triquinosis, enfermedad que afecta a las poblaciones de cerdos domésticos.
Castor y rata almizclera

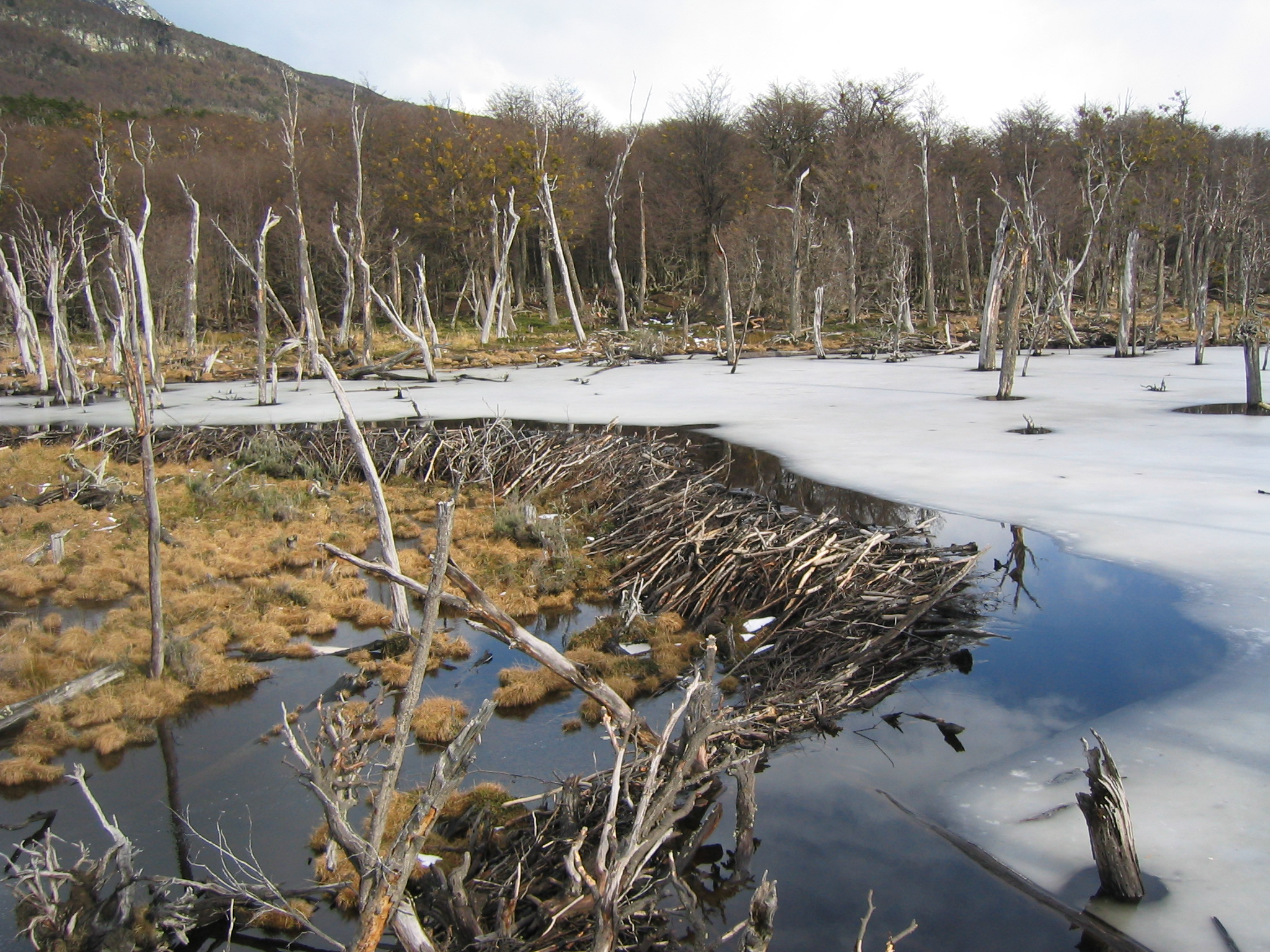
Uno de los vertebrados introducidos en Chile que altera significativamente el ambiente original de la isla Grande de Tierra del Fuego es el castor americano, ya que no solo destruye los árboles de los cuales se alimenta, sino que también ahoga vastas forestas al inundarlas con los embalses que construye.

A mediados del siglo XX, un proyecto oficial del estado argentino alteraría para siempre el ecosistema fueguino en ambas repúblicas. La idea original era introducir cotizadas especies de roedores pilíferos, para generar en la despoblada zona austral un recurso económico nuevo, el cual serviría a la región como un imán para el efectivo asentamiento de pobladores (cazadores, acopiadores, curtidores, etc.). La ejecución del plan se encomendó a la Armada Argentina, y la concreción con éxito ocurrió en el año 1946, cuando se liberaron en el sector argentino de la isla Grande de Tierra del Fuego poblaciones canadienses del castor americano (Castor canadensis) y de la rata almizclera (Ondatra zibethicus). Ambas especies encontraron en el nuevo hábitat condiciones ideales: existencia de cursos fluviales vírgenes rodeados de abundante alimento y con la total ausencia de predadores eficientes. Rápidamente comenzaron a multiplicar sus efectivos, cubriendo poco a poco primero cada valle del sector argentino, luego no tardaron en cruzar la frontera y hacer lo propio con el sector chileno de la isla Grande, para proseguir más tarde con las restantes islas del archipiélago fueguino.
Liebre

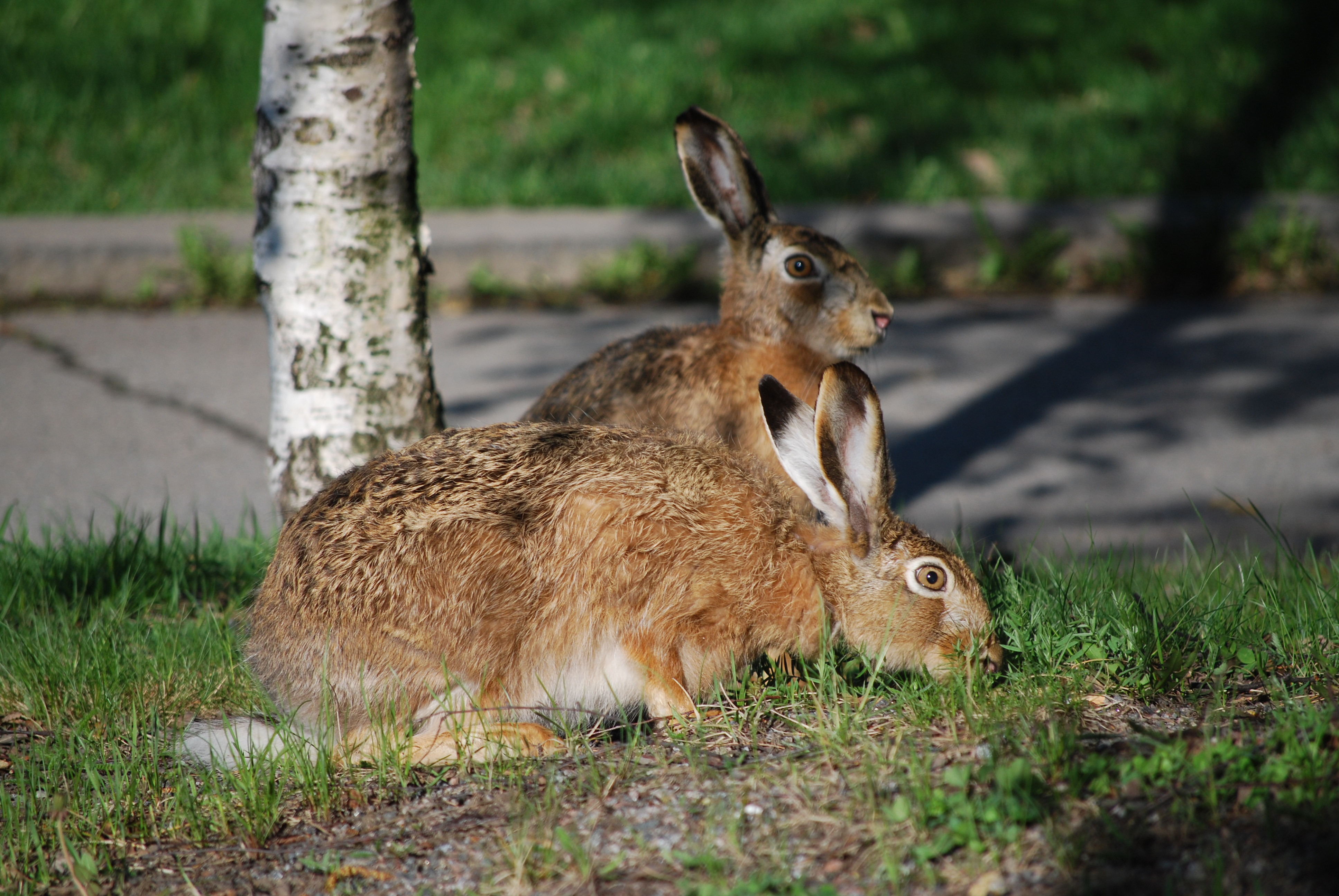
De entre los vertebrados no voladores introducidos en Chile, la liebre europea es el más extendido, ya que se la encuentra desde el límite con el Perú por el norte hasta el extremo austral continental. Sólo las infranqueables aguas del Estrecho de Magallanes impidieron que invada también la isla Grande de Tierra del Fuego, donde se asienta una especie emparentada: el conejo.

La liebre europea (Lepus europaeus) fue incorporada a Chile desde Europa a fines del siglo XIX. Para comienzos del siglo XXI ya ha conquistado todo el territorio continental, exceptuando las áreas nortinas con desierto absoluto.
Roedores relacionados con el entorno humano
Algunas especies especializadas en vivir en derredor del ser humano, como la laucha (Mus musculus), la rata negra (Rattus rattus) y el guarén (Rattus norvegicus), han llegado desde Europa como polisones, ocultas en los navíos. Posiblemente son las más lesivas a la economía del país, por la cantidad de pérdidas que generan, además de transmitir numerosas enfermedades al ser humano, y atacar a las aves que nidifican en el suelo o en cuevas.
Algo similar ocurrió con la rata polinésica (Rattus exulans), la cual desde otras islas de Pacífico Sur fue transportada y liberada en la isla de Pascua, siendo este el único sector de Chile en donde la especie se hace presente. 
Visón
El visón americano (Neovison vison) es uno de los más problemáticos mamíferos exóticos chilenos. Los primeros fueron importados desde Canadá en el año 1934, con el objetivo de reproducirlos en criaderos de pilíferos dado el valor elevado de su piel para confeccionar con ella tapados femeninos. Se fundaron establecimientos en Longaví (Región del Maule), Los Ángeles (Región del Biobío) y Punta Arenas (Magallanes). El negocio dejó de ser rentable, por lo que por deficiente mantenimiento de las jaulas o por liberación voluntarias, en la década de 1970 los mustélidos lograron escapar a los ambientes silvestres de los alrededores, donde encontraron un hábitat propicio. Para la segunda década del siglo XXI, su población chilena sumaba 500 000 ejemplares distribuidos desde La Araucanía hasta el cabo de Hornos. Se ha trasformado en un mortal predador de aves y mamíferos, especialmente los de ambientes acuáticos, pero también puede capturar especies forestales, como el carpintero negro (Campephilus magellanicus).
Coatí

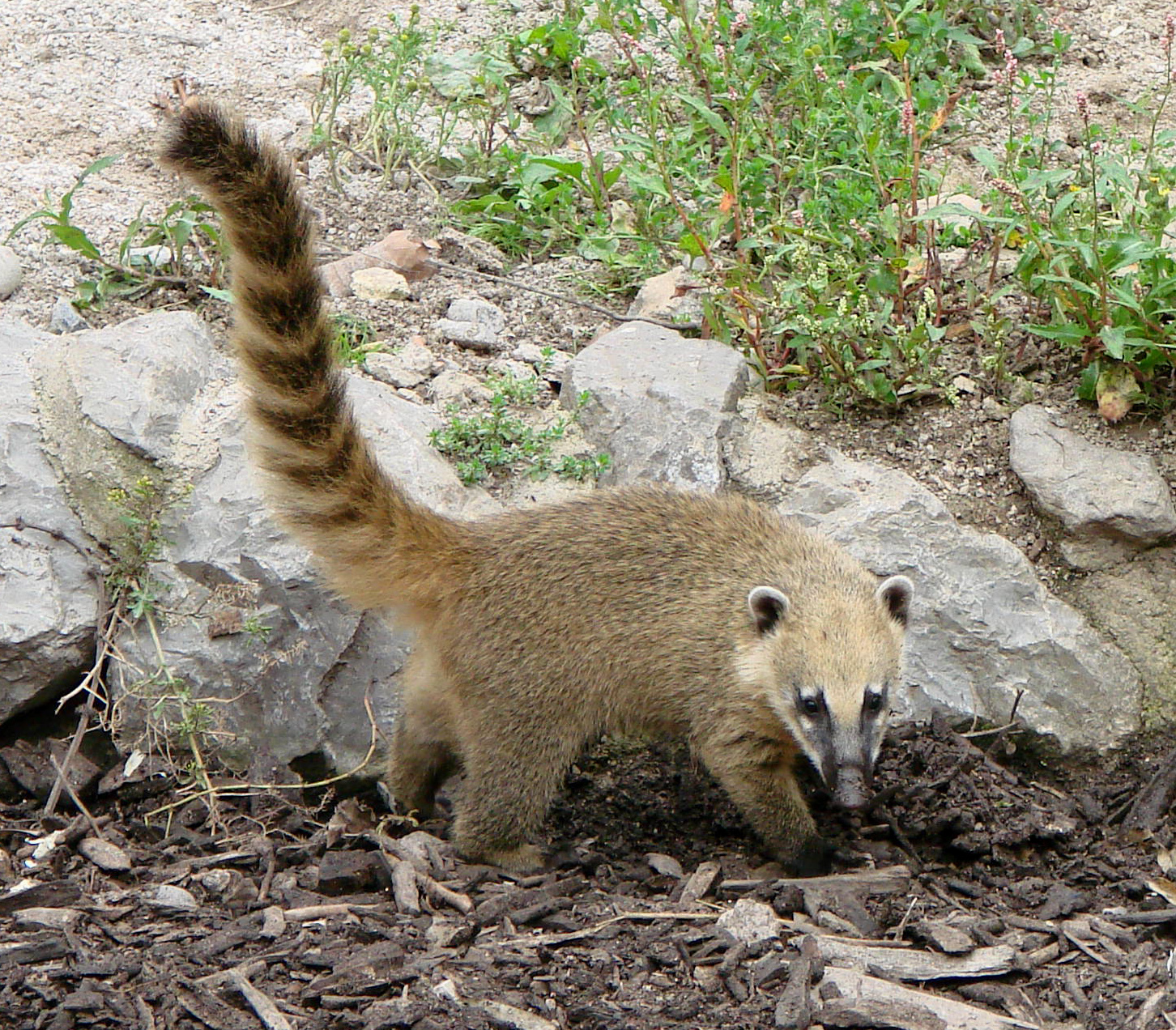
El coatí (Nasua nasua) es una de las especies más dañinas de las que fueron introducidas en el archipiélago chileno de Juan Fernández.

El coatí (Nasua nasua) es un carnívoro muy extendido en las selvas de Sudamérica, llegando por el sur hasta el nordeste de la Argentina y el norte del Uruguay. Dos hembras gestantes de esta especie originarias del Perú fueron liberadas en el año 1935 en la isla Robinson Crusoe del archipiélago Juan Fernández con la errada creencia de que eliminarían la plaga de las también introducidas ratas. Los dos ejemplares lograron desarrollar una importante población en la isla, la que en el año 1972 se estimó integrada por 4000 coatíes. El resultado es que los roedores no disminuyeron pero el ecosistema local ganó otra especie problemática, ya que resultó un depredador de los nidos de las especies de aves marinas, siendo responsable de la disminución de la fárdela blanca de Juan Fernández (Pterodroma externa), de la fárdela de Cook (Pterodroma cookii), de la fárdela negra de Juan Fernández (Pterodroma neglecta), de la fárdela de patas pálidas (Ardenna carneipes)  y de la fárdela blanca (Ardenna creatopus). Incluso ha afectado también al endémico picaflor de Juan Fernández (Sephanoides fernandensis), un colibrí endémico y en situación crítica. También activa la erosión del suelo ya que durante el invierno lo expone al hozarlo en busca de invertebrados.

#### Especies ferales
Asno
En el área altiplánica existen tropillas de asnos (Equus africanus asinus) ferales, fruto de la huida hacia áreas agrestes de la abundante población mantenida como animal doméstico. Compiten por los escasos recursos tróficos con los camélidos silvestres.
Caballo
El otro équido introducido, el caballo (Equus ferus caballus), fue introducido en Chile en el año 1535, y también presentó poblaciones ferales, cuyos ejemplares eran capturados para domarlos y emplearlos como transporte, y además como alimento, especialmente por los amerindios. Aún en la región andina austral sus tropillas silvestres generan daños en la regeneración del bosque nativo.
Vacuno
Históricamente, ante la falta de alambradas, la cría de vacunos domésticos (Bos primigenius taurus) ha generado individuos que huían hacia los ambientes silvestres de los alrededores, produciendo allí poblaciones ferales. Hacia comienzos del siglo XXI aún se mantenían rebaños en ese estado en algunos bosques de las zonas montañosas de Aysén. En los sectores en donde cohabita con el huemul (Hippocamelus bisulcus), su presencia y la alteración de la vegetación que produce conlleva el impacto sobre las poblaciones remanentes del cérvido nativo.
Cabra
La cabra (Capra aegagrus hircus) es considerada uno de los herbívoros más destructivos de los ecosistemas naturales. La cabra de Juan Fernández habita de manera feral el archipiélago homónimo chileno. Se trata de una raza que se desarrolló durante siglos de forma natural, como una respuesta adaptativa al medio insular, originándose de una pequeña población caprina liberada por marinos en esas islas en la época de su descubrimiento, con el fin de abastecer de carne fresca a los navegantes. En la isla Robinson Crusoe a fines del siglo XX vivían entre 200 y 500 cabras silvestres, mientras que en su vecina, la isla Alejandro Selkirk una estimación muy conservadora indicó una población de entre 2000 y 2500 individuos. Pastorean sobre las especies endémicas; entre las que más afecta se encuentran Myrceugenia schulzei, Gunnera masafuerae, Dendroseris litoralis, etc. Genera un grave perjuicio pues puede alimentarse de especies de plantas muy raras, de las que sólo han logrado escapar del ramoneo de la mayoría de los herbívoros las poblaciones que crecían en terrenos de pronunciada pendiente, pero a las que este mamífero también puede acceder gracias a su habilidad para alimentarse en acantilados casi verticales.
Perro
No quedan dudas de que antes de la llegada de los perros traídos por los conquistadores europeos ya los había en el Cono Sur, los que se cree habrían arribado como intercambio entre las distintas etnias y no por domesticación de las especies nativas del género Canis. En esa época es posible que formaran las primeras poblaciones ferales. Los que hoy se encuentran asilvestrados son descendientes de ejemplares transportados desde Europa. Al igual que lo que ocurre en otras partes del mundo, afectan a los mamíferos nativos, tanto a los pequeños como a los de gran tamaño, ya que aúnan a las aptitudes para detectarlos su capacidad para darles muerte al cazar en jauría. La fauna nativa no poseía adaptaciones para sobrellevar las acciones de un eficaz predador social; los más afectados parecen ser los cérvidos nativos, en especial el huemul. Además, los perros asilvestrados ahuyentan a las aves que nidifican en riberas y transmite enfermedades a los zorros nativos. En algunas unidades de conservación se requieren medidas de manejo efectivas.
Gato
El gato europeo doméstico (Felis silvestris catus) también forma poblaciones ferales, y como ocurre en el resto del mundo, preda sobre aves y pequeños mamíferos, si bien en las áreas continentales del país su daño es limitado al estar las poblaciones nativas adaptadas a la predación de felinos autóctonos pequeños, no ocurre lo mismo con la población de gatos en la isla Robinson Crusoe del archipiélago Juan Fernández, los que están capturando a los últimos 400 ejemplares del picaflor de Juan Fernández (Sephanoides fernandensis), una especie endémica de la isla.
Conejo

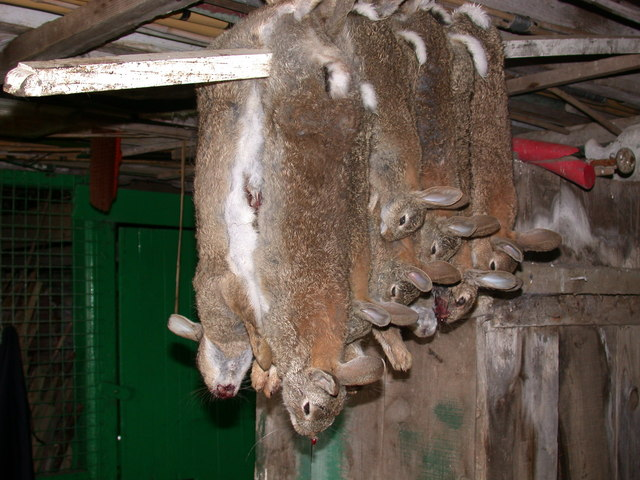
El conejo es uno de los vertebrados terrestres introducidos que más alteraciones produce en el territorio chileno. Si bien se permite su caza, esta no logra hacer mella en sus poblaciones, las que continúan expandiéndose, rebasando los límites nacionales.

El conejo europeo (Oryctolagus cuniculus) fue introducido en el año 1880 desde Europa en la zona centro y sur del país. Es una especie muy dañina, destruyendo cultivos,  compitiendo con el ganado por los recursos, comiendo plántulas e individuos jóvenes de especies nativas, dañando mortalmente la corteza de los árboles pequeños y erosionando las laderas con sus extensas madrigueras. Si bien sus poblaciones continentales causan graves disturbios, en la isla Grande de Tierra del Fuego el problema fue por momentos catastrófico, debiéndose combatirlos mediante la introducción de una enfermedad específica (la mixomatosis), la cual mermo enormemente sus efectivos, pero la existencia de algunos ejemplares resistentes permitió a la especie responder con nuevas generaciones, sin embargo, el problema si bien aún subsiste, está lejos de alcanzar el nivel que presentaba a mediados del siglo XX.
En el archipiélago Juan Fernández el conejo fue liberado en el año 1935. La falta de predadores lo transformó en una plaga terrible, que en la isla Robinson Crusoe llevó a finales del siglo XX a soportar una población de 50 000 ejemplares con una densidad de 20 conejos por hectárea, mientras que en la isla Santa Clara era afectada por 19 000 conejos, con una densidad de 89 ejemplares por ha. Un programa de control mediante armas de fuego logró disminuir los números en ambas islas, pero el problema continúa por lo que se propuso liberar enfermedades específicas de los conejos, aunque esto se ve enfrentado a la burocracia gubernamental que impide el propagar enfermedades que afectarían a la producción de las granjas cunícolas chilenas.
Paradójicamente, la misma especie que es una severa plaga en el sur de Sudamérica, al mismo tiempo es una especie en peligro de extinción en su distribución original.
Reno
El reno (Rangifer tarandus) fue introducido al sector argentino de la isla Grande de Tierra del Fuego, y desde allí algunos cruzaron la frontera binacional pasando a ocupar áreas chilenas de esa isla. El núcleo fueguino nunca fue muy poblado, y terminó por extinguirse a ambos lados de la frontera, más allá de algunos rumores de la observación de posibles rastros o del hallazgo de cornamentas.

### Aves introducidas

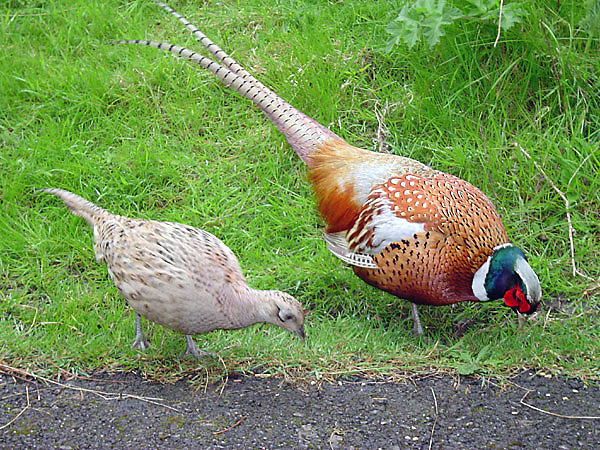
El faisán (Phasianus colchicus) es una de las especies de aves introducidas en Chile.

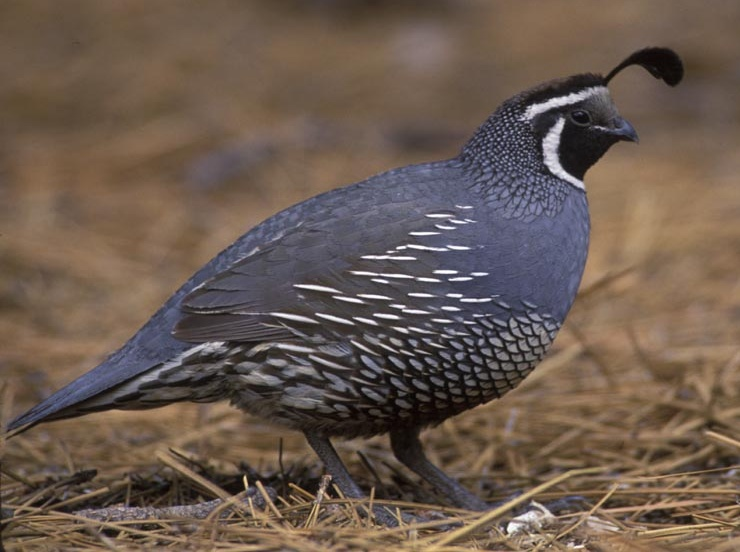
La codorniz (Callipepla californica) es una de las especies de aves introducidas en Chile.

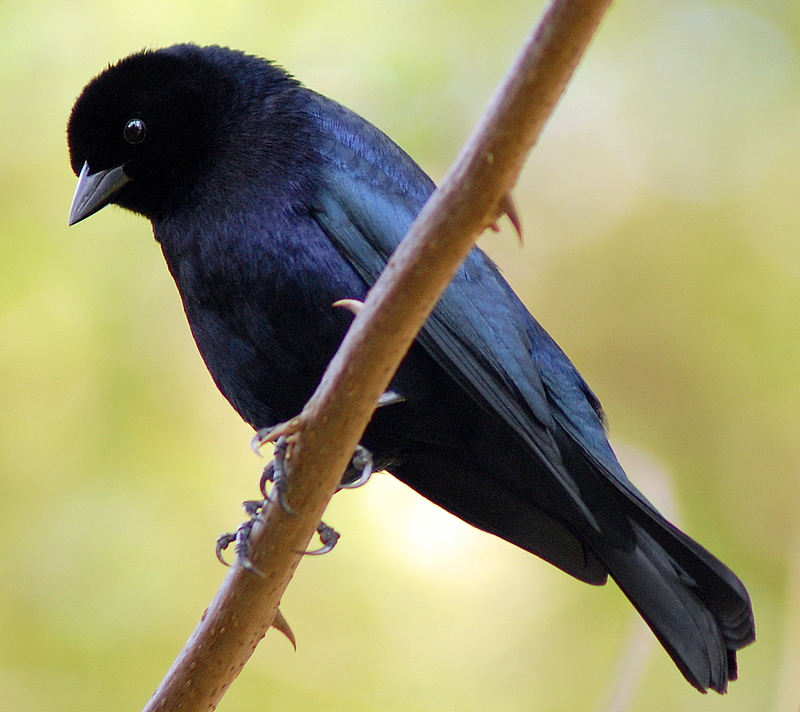
El mirlo (Molothrus bonariensis) es uno de los pájaros exóticos que más daño puede hacer a la avifauna chilena.

No son numerosas las aves introducidas en Chile, siendo pocas las que cubren buena parte del territorio nacional.
Hay dos especies citadinas introducidas desde Europa desde antaño, las cuales se encuentran en casi todas las localidades urbanas chilenas. La primera de ellas es la paloma (Columba livia), la cual fue incorporada en la época de la colonia, fundamentalmente como productora de proteínas en semilibertad (palomares). Hoy es abundante, tanto en las ciudades como en las zonas agrícolas, nidificando especialmente en construcciones humanas, aunque también lo hace en barrancas marinas. En la isla de Pascua fue liberada, con ejemplares capturados en Valparaíso, por Felipe Pakarati en el año 1958. La segunda especie es el gorrión, hoy es el ave más abundante en las ciudades chilenas. También se incorporó a la avifauna de la isla Robinson Crusoe del archipiélago Juan Fernández, en la cual nidifica en los acantilados de la bahía Cumberland.
La otra especie es el gorrión (Passer domesticus), liberado en suelo chileno en 1904, el cual asentó poblaciones desde Arica hasta el archipiélago de Tierra del Fuego, además del Chile insular. En la isla de Pascua fue introducido alrededor del año 1928, siendo allí una especie común. El Servicio Agrícola y Ganadero (SAG) la indica como especie dañina.
Hay algunos reportes de asilvestramiento del pato criollo (Cairina moschata) en Chile, dos de la Región del Maule. Uno de ellos fue registrado en el tranque Huencuecho, en Pelarco (provincia de Talca); el segundo fue en el fundo ‘‘Los Quillayes’’ (provincia de Curicó).
Algunas especies de aves comercializadas para ornato, y que son abundantes en áreas agrícolas de la Argentina, fueron liberadas en la zona central de Chile, siendo una de ellas -el mirlo (Molothrus bonariensis)- una seria amenaza para las especies de aves nativas chilenas dado que se ha expandido a lo largo del país, y en razón de sus hábitos reproductivos. Fue introducida a Chile antes de 1870. Al ser una especie totalmente parásita de cría, compromete a las aves locales las que, al no haber convivido con el ictérido, no han generado mecanismos de defensa contra el parasitismo, padeciendo el tener que criar sólo a los polluelos del exótico trasandino, lo que podría llegar a comprometer el volumen de sus números poblacionales. Hoy se distribuye desde el límite con el Perú por el norte hasta Chile Chico por el sur, siendo abundante en Chile Central.
Otro pájaro trasandino, emparentado con el anterior, pero de reciente introducción, es el mirlo de pico corto (Molothrus rufoaxillaris), también comercializado como ave de jaula, el cual desde 2010 ha formado una incipiente población nidificante en los alrededores de San Fernando y Chimbarongo (Región del Libertador General Bernardo O'Higgins) y en Agua Buena (Región del Bío-Bío).
Dos pájaros semilleros trasandinos, muy comercializados como aves de jaula por su canto y la belleza de su plumaje, han logrado asilvestrarse en Chile.
El primero es el cardenal (Paroaria coronata), el cual desde el año 1995 ha hecho focos poblacionales nidificantes en la zona norte de Chile, en valles agrícolas próximos a Arica e Iquique; los que se observan en la zona central parece que son sólo ejemplares escapados, aún no reproductivos.  
La otra especie es el chirigüe azafrán (Sicalis flaveola) el cual comenzó a ser detectado, ya como nidificante, al final del año 2000 en las ciudades de Pucón y Villarrica. Como ocurrió con otras especies trasandinas, las cuales habitan en bosques semixerófilos y ambientes rurales similares a los de Chile pero que el poder alcanzar esos apropiados ambientes trascordilleranos les fue siempre impedido por la Cordillera de los Andes, cuando fueron liberadas en suelo chileno encontraron un hábitat propicio para su expansión. Este pájaro argentino ya ha colonizado desde Los Ángeles por el norte hasta Maullín por el sur, pasando a ser en algunas localidades una especie común. Es factible que en pocos años continúe su avance hacia el norte por todo Chile central. No es un ave problemática en la Argentina, en donde convive con casi las mismas especies semilleras con las que lo hace en Chile.   
Otra especie del grupo de aves exóticas de origen trasandino es la cotorra argentina (Myiopsitta monachus), posiblemente escapada del cautiverio en 1972, con el primer foco ocurrido en la parte oriental de la ciudad de Santiago. Ante la detección de la especie problema, en vez de eliminarse el núcleo incipiente y detener su importación, no se hizo ninguna de las dos acciones. Recién en 1997 se prohibió la importación de esta especie, permitiendo de este modo que 15 000 cotorras hayan sido legalmente importadas desde la Argentina y Uruguay luego de descubrirse el primer foco invasivo. No sorprende que la especie ya cuente con poblaciones en áreas agrícolas y parques de ciudades desde Iquique a Puerto Montt, y la posibilidad de emprender su erradicación se sitúe en una probabilidad casi utópica. Se trata de una amenaza para la producción de cultivos y frutas chilenas, categorizándosela como plaga agrícola en su país de origen, mientras el Servicio Agrícola y Ganadero (SAG) la indica como especie dañina.
Otro psitácido asilvestrado en Chile es el loro de cara roja (Psittacara erythrogenys), una especie originaria del noroeste del Perú, la cual presenta una población estable en el extremo norte de Chile, en el valle de Azapa, en la Región de Arica y Parinacota.  
Los primeros faisanes (Phasianus colchicus) de Chile fueron importados desde Inglaterra por C. J. Lambert en el año 1886 o 1887 para integrar una colección avícola. En 1897, 2 parejas fueron liberadas en el parque de “La Compañía”; lograron aumentar su número y se dispersaron hasta 25 km tierra adentro, pero finalmente este foco poblacional desapareció. En el año 1914, dos nuevos focos, en este caso con aves procedentes Alemania, lograron ser establecidos. El primero en la Valdivia (Región de Los Ríos), el cual en 1977 se limitaba a la isla Pichi Colcuman del lago Ranco. El otro se estableció en la provincia de Cautín (Región de la Araucanía), el cual para el año 1965 contaba con una población estimada en aproximadamente 1000 ejemplares, y que para el año 1977 se limitaba a un fundo en Allipen. Aparentemente también se cuenta con un tercer núcleo en proximidades de Illapel, provincia de Choapa (Región de Coquimbo).
La codorniz (Callipepla californica) es una de las especies de aves exóticas en Chile mejor establecidas. Según R. Barros, las primeras liberaciones de codornices ocurrieron alrededor del año 1870, en la región de los lagos del centro-sur de Chile, si bien no obtuvieron éxito  En cambio, según Rodolfo Amando Philippi el primer foco chileno fue en la zona de Valparaíso, en fecha anterior a 1870 pues fue en ese año que la escuchó cantar entre los matorrales de las vecindades de esa ciudad, y para 1885 no era nada rara, viendo él dos bandadas en la hacienda Curauma. Desde otros focos posteriores se translocaron en 1914 al valle de Nilahue en la provincia de Curicó. En 1881 o 1882 C. J. Lambert importó desde San Francisco (California) grandes cantidades de ejemplares, y los liberó en su fundo de “La Compañía” en la provincia de Coquimbo, por lo cual ya para 1928 era una importante especie cinegética. También fue introducida en la isla Robinson Crusoe del archipiélago Juan Fernández. En el siglo XXI la especie es más abundante en Chile que en su propia área de distribución original. La barrera septentrional que ha contenido a la especie es el desierto de Atacama, mientras que por el sur alcanza Puerto Montt y es detenida por la zona de alta precipitación.
Faltan estudios que investiguen el posible impacto ecológico que una población exótica de tal magnitud podría estar provocando en un ecosistema de características de semi-insularidad como es el matorral mediterráneo del centro de Chile, rico en especies endémicas en todos los órdenes, siendo al parecer la perdiz chilena (Nothoprocta perdicaria) la especie local que competiría de manera directa por los recursos disponibles, amén de solapar su distribución y hábitat: tierras de cultivo, pastizales, bordes de carreteras y de bosques, matorrales, etc.
Si bien a la garza boyera (Bubulcus ibis)  se la referencia como introducida en Chile en la década de 1970, es probable que la primitiva llegada al norte de América del Sur desde África a principios del siglo XX (germen de las poblaciones americanas de la especie) pudiese haber sido fruto de arrastres por tormentas de alguna bandada, es decir, su arribo pudo deberse a causas naturales, ya que esta especie social posee gran capacidad para realizar prolongados viajes oceánicos.

### Anfibios introducidos

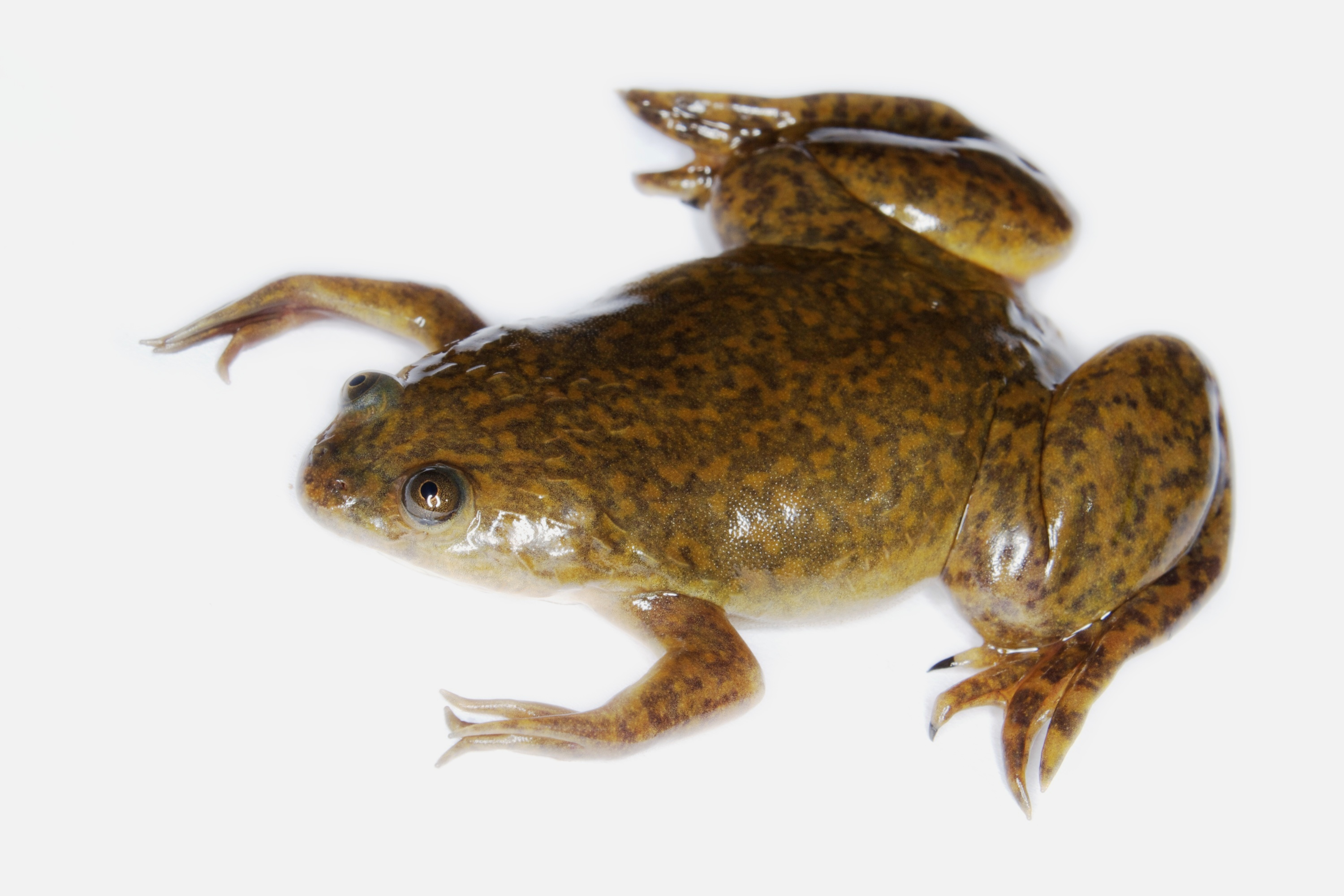
La rana africana (Xenopus laevis) es una de las especies de anfibios introducidos en Chile.

La rana africana (Xenopus laevis) es un anfibio nocturno y totalmente acuático originario de África, de donde fue exportado a todo el mundo desde la década de 1930 para servir en los test de embarazo, además de ser adecuado para investigación científica. Según una teoría, durante el golpe militar de septiembre de 1973 las fuerzas armadas tomaron el control del Aeropuerto Internacional Arturo Merino Benítez, en el cual había llegado un cargamento de estas ranas, y a causa del desorden se generaron daños en el contenedor y las ranas lograron escapar o fueron directamente liberadas. Concuerda con el primer registro de la especie en libertad, muy próximo a dicho aeropuerto, fue un foco en la laguna Carén, un humedal ubicado en la comuna de Pudahuel, Provincia de Santiago, Región Metropolitana. 40 años después ya había conquistado desde el río Limarí en la Región de Coquimbo por el norte hasta el norte de la Región del Maule, pero se cree que sólo ha colonizado el 20 % de su geonomía potencial (estimándose que cubrirá desde Atacama a Concepción), por lo cual los especialistas reclaman que se impida su venta como mascota para así evitar nuevos focos y un aceleramiento de la invasión. Es considerada plaga por el Servicio Agrícola y Ganadero.
La rana toro (Lithobates catesbeianus) es una de las especies más invasivas y dañinas del mundo, la cual fue llevada desde los Estados Unidos a todo el globo por ser la mejor especie de anfibio para se multiplicado en granjas productivas para ser comercializado como un alimento delicatessen. Lamentablemente, al igual que lo que ha ocurrido en gran parte de los países que la importaron, desde las granjas chilenas también estos animales lograron escapar a los ambientes acuáticos cercanos, donde se reprodujeron alterando a las comunidades locales, particularmente predando sobre las especies nativas de anfibios.
El tritón crestado (Triturus cristatus) es un anfibio urodelo originario de Europa, el cual era reproducido en cantidad en grandes tanques en los laboratorios de la Escuela de Medicina de la Universidad de Chile en Santiago, de donde habrían logrado escapar en el año 1970, pero dicha población no logró prosperar, extinguiéndose finalmente todos los ejemplares.

### Reptiles introducidos
La tortuga terrestre argentina (Chelonoidis chilensis) es originaria de regiones áridas trasandinas. A partir del siglo XVII hasta la actualidad desde su región originaria (en donde hoy se la considera vulnerable) se transportaron hacia Chile enormes cantidades de este quelonio, las que en el período 1980-1995 se contabilizaron en alrededor de 30 000 ejemplares anuales (es habitual verla a la venta como mascota). Se han reportado muchos de estos ejemplares escapados del cautiverio o liberados voluntariamente, pero hay ciertas dudas de que logren formar una población invasiva por encontrar en Chile un clima aparentemente demasiado frío.
La tortuga de orejas rojas (Trachemys scripta elegans) es un quelonio originario del sureste de los Estados Unidos, es profusamente comercializado en Chile como mascota ofreciéndose generalmente ejemplares recién nacidos, pero que al aumentar estos de tamaño (llegan a 1 kg), y por tanto volverse pequeños los recintos que los contienen, las personas que los mantienen los liberan en los ambientes acuáticos urbanos o suburbanos más próximos. Este es el origen de una población descubierta en la zona de El Toyo, en el tercio superior del río Maipo, el cual bordea la zona sur de la ciudad de Santiago.

### Peces introducidos
En el caso específico de los peces, la situación es grave por la elevada proporción con respecto a las especies de agua dulce nativas (las que rondan apenas las 44 especies), ya que los números para Chile señalan alrededor de 26 especies exóticas.

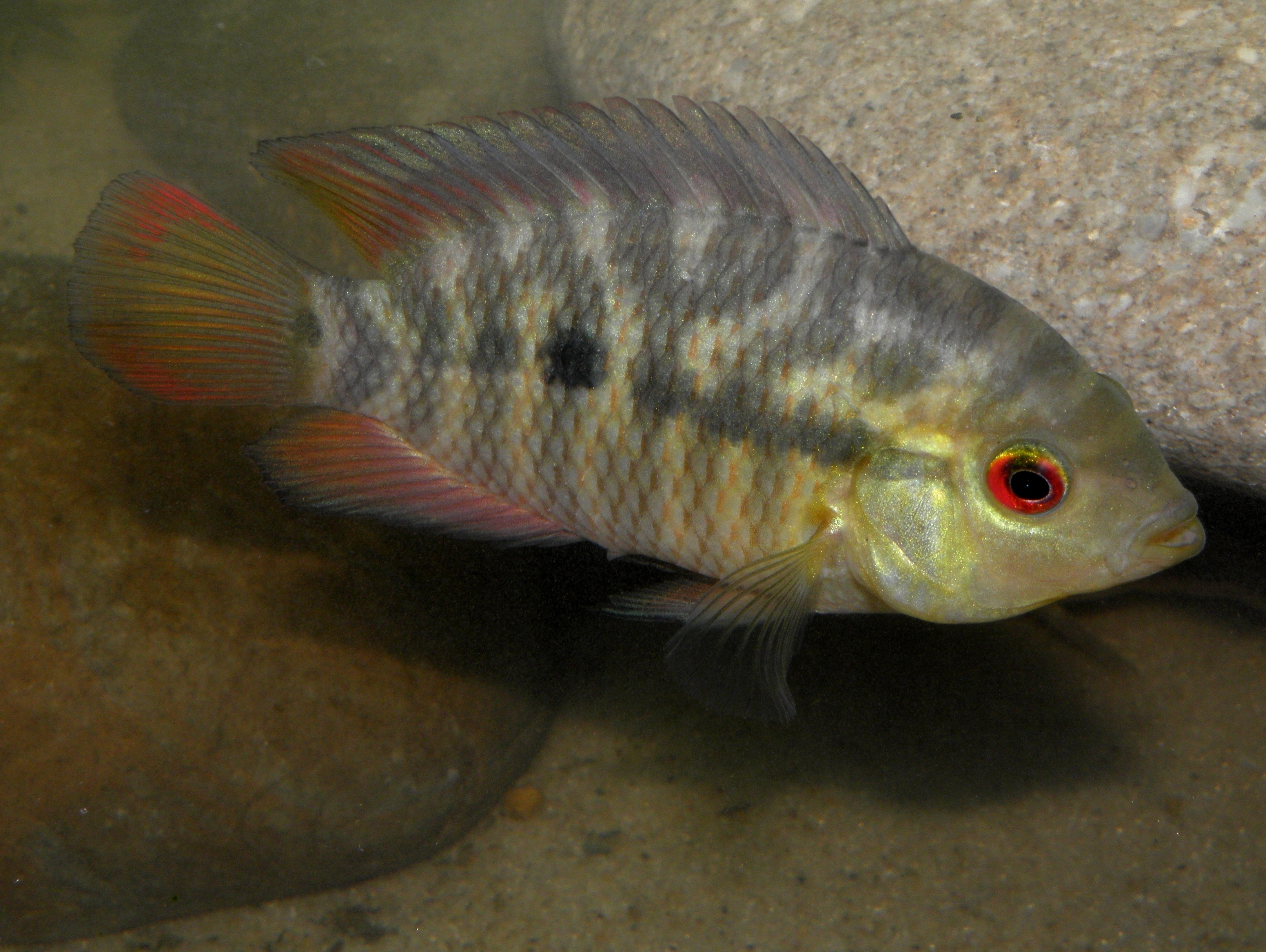
La chanchita (Australoheros facetus) es una de las pocas especies de peces ornamentales exóticos que han formado poblaciones en Chile.

El principal motivo para la introducción de estas especies en las aguas dulces chilenas fue la pesca deportiva y la acuicultura de peces (piscicultura); las liberaciones relacionadas con el empleo ornamental en acuarismo y al uso como especies aptas para el control biológico de insectos son muy pocas. 
La chanchita (Australoheros facetus) es un pez ornamental de agua fría nativo del centro de la Argentina, el cual fue liberado en la zona central en la década de 1940, logrando generar poblaciones desde Pichidangui (Región de Coquimbo) por el norte hasta Santiago por el sur, en investigaciones se ha reportado que la dieta de chanchita incluye 30% de Camarón de río del norte (Cryphiops caementarius) crustáceo dulceacuícola de Perú y Chile. El pez dorado (Carassius auratus) fue liberado en 1856, encontrándoselo generalmente en ambientes acuáticos de las ciudades en Santiago y Concepción. Con el mismo origen fue incorporada la madrecita (Cnesterodon decemmaculatus) es un pez forrajero que fue introducido en Valparaíso, encontrándoselo en la Región homónima y en la Metropolitana de Santiago.
Una especie emparentada pero originaria de Estados Unidos es la gambusia (Gambusia holbrooki); fue introducida a Chile por organismos encargados de las actividades sanitarias para la lucha anti-zancudo (portador de malaria). Se distribuye desde el río Loa por el norte hasta el río Valdivia por el sur. 
Otra especie liberada como control biológico es el soigo (Ctenopharyngodon idella), originaria de China y Siberia y liberada en la laguna Grande (Región del Bío-Bío) y en la laguna de Aculeo ubicada en la comuna de Paine, provincia de Maipo, en la Región Metropolitana.
Para favorecer la pesca deportiva se importaron especies relevantes de todo el mundo. Desde el centro de la Argentina se incorporó en el año 1960 el pejerrey argentino (Odontesthes bonariensis), liberando los primeros en el lago Peñuelas (Región de Valparaíso). Logró invadir cuencas de agua dulce en las regiones de Valparaíso y Bernardo O'Higgins. En el mismo año 1960, junto con la especie anterior llegaron entremezcladas mojarritas argentinas (Cheirodon interruptus), por lo que accidentalmente fue también incorporada esta especie, que se la encuentra desde el río Choapa hasta la ciudad de Santiago. 
Son numerosas las especies que escaparon de emprendimientos acuícolas entre las que se encuentran el pez gato de Estados Unidos (Ameiurus nebulosus), que habita en la zona del fundo Rinconada de Maipú, río Mapocho. El esturión blanco (Acipenser transmontanus) se encuentra en la zona de la boca del río Maipo. La asiática carpa (Cyprinus carpio) fue la primera en ser incorporada en el año 1874; se la encuentra desde La Serena hasta Puerto Montt.

#### La introducción de salmónidos en Chile
La llegada de salmónidos a Chile ocurrió en el año 1903, fruto de un programa de introducción establecido por el mismo gobierno chileno para liberar en las aguas dulces del país 6 especies de salmónidos: las truchas de arroyo (Salvelinus fontinalis), café (Salmo trutta) y arco iris (Oncorhynchus mykiss) y los salmones coho (Oncorhynchus kisutch), chinook (Oncorhynchus tshawytscha) y del Atlántico (Salmo salar).
Los primeros 400 000 huevos fecundados procedentes de Hamburgo (Alemania) arribaron por barco al puerto de Buenos Aires, y desde allí fueron trasladados hasta la frontera binacional por medio del Ferrocarril Trasandino Los Andes-Mendoza. Ya en Chile se los incubó en la primera planta de incubación construida en el país, situada sobre el río Blanco, en la Región de Valparaíso.
Finalmente fueron liberadas en varios cursos fluviales de la república, desde el río Aconcagua en la Región de Valparaíso hasta el río Toltén en la Región de la Araucanía. Tiempo después se hicieron otras introducciones las que llevaron a los salmónidos a extenderse por todo el país.
El auge de las exportaciones de la economía chilena posibilitó que el país se coloque en la segunda posición a nivel mundial en la exportación de carne de salmónidos. Este rubro se basa en la producción acuícola de estos peces exóticos, los que, además, constituyen peligrosas especies invasivas. Esto produce una problemática extra en un tema ya complejo, pues se da el escenario paradojal de que las mismas especies que representan una importante fuente de recursos económicos para el país deberían ser erradicas y prohibirse su producción, según lo indicado en el Convenio sobre la Diversidad Biológica (CDB). Esto es algo casi utópico, a pesar del hecho de que sus efectos ecológicos negativos para los ecosistemas de Chile han quedado fuera de toda duda, constatándose la total extinción de las poblaciones de muchas especies amenazadas de peces chilenos, en razón de la extrema voracidad de los salmónidos.
En cuencas enteras, a los investigadores les fue imposible detectar alguna especie nativa, pasando en ellas a cubrir todos los nichos las distintas especies exóticas en sus variadas edades de crecimiento, por lo que hay pocas posibilidades de reconstruir el entramado trófico original ya que, además de que el mismo no fue estudiado en su momento, las invasoras han ocupado todas las cuencas que presentaban hábitat adecuado disponible.
Los salmónidos no solo afectan las cuencas australes, también lo hacen con las de los lagos altiplánicos. En el ambiente altoandino la trucha arcoíris captura a pequeños peces del género Orestias, lo que coloca a estas especies en grave riesgo de extinción, pues son endemismos exclusivos de Chile.